# Сидорченко, Глеб Сергеевич
Глеб Серге́евич Сидо́рченко (род. 15 июня 1986, Ставрополь, СССР) — российский легкоатлет, специализирующийся в метании диска. Чемпион России (2014). Бронзовый призёр Универсиады 2013 года. Мастер спорта России.

## Биография
Спортивную карьеру начал в Ставрополе под руководством Александра Крохмалёва.
В 2009 году выиграл командный чемпионат России с результатом 58,73 м, а также впервые участвовал в международных соревнованиях в составе сборной России: на летней Универсиаде в Белграде ему не удалось пройти квалификационный барьер.
На зимнем чемпионате страны 2010 года впервые оказался на подиуме национального первенства (занял 3-е место). С этого момента регулярно попадал в число сильнейших дискоболов на внутрироссийских соревнованиях. Он выигрывал медали как летних (2010 — бронза, 2011 — серебро), так и зимних (2011 — бронза, 2013 — серебро) чемпионатов России.
В составе сборной России становился победителем (2012) и серебряным призёром (2010) в командном зачёте Кубка Европы по зимним метаниям. Лучшее место в индивидуальном зачёте ему удалось занять в 2012 году (14-е с броском на 58,95 м).
В 2013 году на командном чемпионате России стал вторым с личным рекордом 62,55 м. Благодаря этому результату он попал на Универсиаду в Казани, где попытка на уровне лучшего результата в карьере (62,16 м) позволила ему завоевать бронзовую медаль соревнований.
Первый титул чемпиона России Глеб выиграл в летнем сезоне 2014 года, опередив действующего победителя и главного фаворита Виктора Бутенко. Для победы ему опять потребовался бросок, близкий к личному рекорду (62,47 м). Выступал на чемпионате Европы в Цюрихе, но не смог выйти в основные соревнования.

## Интересные факты
Весной 2008 года на протяжении двух недель был участником популярного телевизионного реалити-шоу «Дом-2».

## Основные результаты
| Год  | Турнир                                      | Место проведения  | Место        | Результат |
| ---- | ------------------------------------------- | ----------------- | ------------ | --------- |
| 2009 | Командный чемпионат России                  | Сочи, Россия      | 1-е          | 58,73 м   |
| 2009 | Универсиада                                 | Белград, Сербия   | 14-е (квал.) | 55,18 м   |
| 2010 | Зимний чемпионат России по длинным метаниям | Адлер, Россия     | 3-е          | 59,38 м   |
| 2010 | Кубок Европы по зимним метаниям             | Арль, Франция     | 20-е         | 56,22 м   |
| 2010 | Чемпионат России                            | Саранск, Россия   | 3-е          | 58,84 м   |
| 2011 | Зимний чемпионат России по длинным метаниям | Адлер, Россия     | 3-е          | 55,97 м   |
| 2011 | Чемпионат России                            | Чебоксары, Россия | 2-е          | 59,27 м   |
| 2012 | Кубок Европы по зимним метаниям             | Бар, Черногория   | 14-е         | 58,95 м   |
| 2012 | Командный чемпионат России                  | Сочи, Россия      | 2-е          | 61,68 м   |
| 2012 | Чемпионат России                            | Чебоксары, Россия | 11-е         | 52,53 м   |
| 2013 | Зимний чемпионат России по длинным метаниям | Адлер, Россия     | 2-е          | 58,95 м   |
| 2013 | Командный чемпионат России                  | Сочи, Россия      | 2-е          | 62,55 м   |
| 2013 | Универсиада                                 | Казань, Россия    | 3-е          | 62,16 м   |
| 2013 | Чемпионат России                            | Москва, Россия    | 5-е          | 56,69 м   |
| 2014 | Чемпионат России                            | Казань, Россия    | 1-е          | 62,47 м   |
| 2014 | Чемпионат Европы                            | Цюрих, Швейцария  | 25-е (квал.) | 58,41 м   |